# Podorosk (gmina)
Podorosk – dawna gmina wiejska istniejąca do 1939 roku w woj. białostockim (obecnie na Białorusi). Siedzibą gminy był Podorosk.
W okresie międzywojennym gmina Podorosk należała do powiatu wołkowyskiego w woj. białostockim.
30 grudnia 1922 roku do gminy Podorosk przyłączono część obszaru zniesionej gminy Zelzin:
- gromada Hołowczyce (wsie Hołowczyce i Raczki, oraz folwark Danejkowszczyzna),
- gromada Hołowczyce os. (folwarki Hołowczyce i Natalin),
- gromada Konoplisko (folwarki Konoplisko, Michalin, Olesin i Tadzin),
- gromada Kuziewicze (wieś Kuziewicze),
- gromada Monciaki (wieś i folwark Mąciaki),
- wsie Hirycze i Zalesiany, które włączono do gromady Todrosy w gminie Podorosk.

16 października 1933 gminę Podorosk podzielono na 21 gromad: Daszkiewicze, Derenie, Dubicze, Dubowo, Hołowczyce, Hołowczyce os., Hołyszki, Hubczyce, Koniuchy, Konoplisko, Kuziewicze, Monciaki, Omszary, Poczerniejki, Podorosk, Sawonie, Siewoszki, Todrosy, Werusin, Wielka Wieś i Zadworzany.
Po wojnie obszar gminy Podorosk wszedł w struktury administracyjne Związku Radzieckiego.
Obecnie obszar dawnej gminy jest przedzielony granicą obwodów: grodzieńskiego (rejon świsłocki) i brzeskiego (rejon prużański).